# Xylomya luteicornis
Xylomya luteicornis är en tvåvingeart som först beskrevs av Frey 1960.  Xylomya luteicornis ingår i släktet Xylomya och familjen lövträdsflugor. Inga underarter finns listade i Catalogue of Life.